# Исповедальня
Исповеда́льня или конфессиона́л (лат. sedes confessionalis) — в Римско-католической церкви и в некоторых англиканских церквах место, отведённое для исповеди. Начиная с XVI века для обеспечения бо́льшей конфиденциальности стали использовать особые кабины — исповедальни или конфессионалы, обычно деревянные, где кающийся преклонял колена на низкой скамейке сбоку от священника, сидящего за перегородкой с решетчатым оконцем. Такое сочетание публичности и конфиденциальности, считающихся желательными, а в некоторых случаях — необходимыми, в Православной церкви достигается за счет того, что исповедующийся и священник (епископ) встают перед аналоем с Евангелием и Распятием на глазах у остальных прихожан, однако на некотором удалении от них.
В барочную эпоху исповедальни нередко украшались резьбой по дереву — изображениями добродетелей и животных, олицетворяющих основные грехи. Исповедальни могли быть капитальными, составляя элемент архитектурного декора церкви, или передвижными. Старые католические постановления, призванные предотвратить злоупотребления в практике исповеди, были подтверждены в 1918 году в Кодексе канонического права, где предписывается выслушивать исповеди женщин только в исповедальнях, снабженных решетчатыми перегородками и помещающихся в удаленной части церкви.